# Muhammad Bilal
Muhammad Bilal (ur. 24 września 1995) – pakistański zapaśnik walczący w obu stylach. Zajął 27. miejsce na mistrzostwach świata w 2023 roku. 
Trzynasty na igrzyskach azjatyckich w 2014, 2018 i 2022. Jedenasty w mistrzostwach Azji w 2015. Brązowy medalista igrzysk Wspólnoty Narodów w 2018. Wicemistrz Wspólnoty Narodów w 2016. Wicemistrz Igrzysk Azji Południowej w 2016 i 2019 roku.
Jego brat Muhammad Inam jest również zapaśnikiem. Absolwent University of Central Punjab w Lahaur.